# Língua bissa
Bissa é uma língua Mandê falada por cerca de 600 mil pessoas do povo bissa em Burquina Fasso, Gana, Togo e Costa do Marfim.

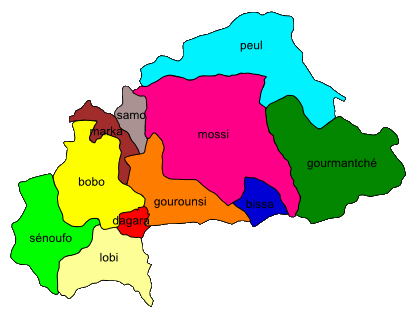
Áreas majoritárias de dialetos setentrionais de Bissa, em azul escuro, em mapa de Burkina Faso

## Nomes
O nome é geralmente escrito Bissa. Também pode ser escrito Bisa, e o nome na língua more (ou mossi) é Busansi (singular) ou Busanga (plural); não deve ser confundido com a língua Bissa (Zâmbia) ou a língua Busa (Mande) da Nigéria e do Benim.

## Distribuição geográfica
- Em Burkina Faso, Bissa é falada nas províncias Boulgou, Koulpélogo e Kouritenga da região Centro-Este, nas províncias Bazaga e Zoundwéogo da região Centro-Sul]], (cidades Garango, Gomboussougou, Zabré, e Tenkodogo) e no Departamento de Boudry da província de Ganzargou da Região Plateau-Central.
- Em Gana, Bissa é falado no Distrito Municipal de Bawku da Região Alto Oriental.
- No Togo, Bissa é falado na Prefeitura de Tône da região Savanes.
- Existem também alguns falantes de Bissa na Costa do Marfim

## Classificação
A língua Bissa é a mais populosa das línguas Mande de Gana e Togo. Faz parte do grupo Mande Oriental, que também inclui várias outras línguas faladas através do rio Volta e do Reino Borgu, incluindo ]Boko, Busa, Samo e Bokobaru.

### Dialetos
Bissa tem três dialetos:
1. Barka ou Baraka (também conhecido como Bissa Oriental)
2. Lebir ou Zeba (também conhecido como Bissa Ocidental)
3. Lere (também conhecida como Bissa do Norte) Os dialetos mais falados de Bissa são Barka e Lebir. A leste, o povo Bissa fala Barka/Baraka. Para o Ocidente as pessoas falam Lebir/Zeba. Ao Norte é usado o dialeto Lere. Ao sul, não há um dialeto específico.
4. No Togo, o bissa é falado na Prefeitura de Tône da Região de Savanes, Togo.
5. Há também alguns falantes de dialetos bissa na Costa do Marfim.

## Fonologia

### Consoantes
|             |             | Labial | Alveolar | Palatal | Velar |
| ----------- | ----------- | ------ | -------- | ------- | ----- |
| Nasal       | Nasal       | m      | n        | ɲ       | ŋ     |
| Plosiva     | surda       | p      | t        |         | k     |
| Plosiva     | sonora      | b      | d        |         | ɡ     |
| Fricativa   | sonora      | f      | s        |         |       |
| Fricativa   | sonora      | v      | z        |         |       |
| Aproximante | Aproximante |        | l        | j       | w     |
| Vibrante    | Vibrante    |        | r        |         |       |

### Vogais
|               | Anterior | Central | Posterior |
| Fechada       | i, ĩ     |         | u         |
| Quase fechada | ɪ, ɪ̃     |         | ʊ, ʊ̃      |
| Meio fechada  | e        |         | o         |
| Meio aberta   | ɛ, ɛ̃     | ɐ, ɐ̃    | ɔ, ɔ̃      |
| Aberta        |          | a, ã    |           |

## Sistema de escrita
O tom alto é marcado com um acento agudo e o tom baixo é marcado com um acento grave. O seguinte é o alfabeto dos dialetos Lere e Lebir de Bissa:
| A | B | CC | D | E | Ǝ | Ɛ | F | G | H | I | Ɩ | J | K | L | M | N | Ny | Ŋ | O | Ɔ | P | R | S | T | U | Ʋ | V | W | Y | Z Z |
| a | b | c  | d | e | ǝ | ɛ | f | g | h | i | ɩ | j | k | l | m | n | ny | ŋ | o | ɔ | p | r | s | t | u | ʋ | v | w | y | z   |

The following is the alphabet of the Barka dialect of Bissa:
| A | B | D | E | Ɛ | Ǝ | F | G | H | I | Ɩ | K | L | M | N | Ɲ | Ŋ | O | Ɔ | P | R | S | T | U | Ʋ | W | Y | ZZ |
| a | b | d | e | ɛ | ə | f | g | h | i | ɩ | k | l | m | n | ɲ | ŋ | o | ɔ | p | r | s | t | u | ʋ | w | y | z  |

## Comparação de dialetos
| Português | Lere       | Barka    | Lebir  |
| --------- | ---------- | -------- | ------ |
| Bom dia   | Domireh ki | Idomleki |        |
| vir       | bur        | iahh     | Eyaham |
| água      | pi         | hi       |        |
| comida    | forbile    | hobile   |        |

## Frases Lere
- Bom dia: Domireh ki (Resposta: Domireh zain)
- Boa tarde: Sundareh ki (Resposta: Sundareh zain)
- Boa noite: Yirbaa ki (Resposta: Yirbaa zain)
- Obrigado: Barka
- Bom: Minga
- Vir Bur
- Ir: Ta
- Seja bem vindo: An barka boi
- Eu te amo: Moi wam

## Os povos Busa e Boko do Benim e da Nigéria
Os povos Busa e Boko vivem no noroeste da Nigéria e no norte do Benim, perto de Borgu, nos estados nigerianos de Níger, |Kebbi e Kwara (principalmente nos departamentos de língua Bokobaru de Alibori e Borgou. Esses falam a língua bisã e língua boko (também conhecida como Boo)]]. Esses povos são chamados de Bussawa em Hauçá.

## Amostra de texto
2.	A n a hɩ ŋ nɩ, a ʊ: «K'a ɩ yaa dam, k'a hɩ, a ʊ: Zɩ, a ka kʊ n n'ɩbɩɩ mɩŋŋa dɔ Woso a deem, k'ɩ cirbəə n bʊr.
3.	Wɔɔ dɔmɩm biyəə hɔbɩrɛ ka wɔɔ ʊ,
4.	k'ɩ wɔɔ mimbʊnyaarɔ sugur ka wɔɔ ʊ, amba wɔɔ mɩŋŋɔɔ y'a sugur kam bɔɔ ɩ kʊrɔma kan wɔɔ kɩ rɔ w
Português
2.	. E disse-lhes: Quando orardes, dizei: Pai nosso, que estás nos céus, santificado seja o teu nome; venha o teu reino; seja feita a tua vontade, assim na terra como no céu.
3. O pão nosso de cada dia nos dá.
4. E perdoa-nos os nossos pecados, pois também nós perdoamos a todo aquele que nos deve. E não nos deixes cair em tentação, mas livra-nos do mal.